# 2992 Vondel
2992 Vondel là một tiểu hành tinh vành đai chính với chu kỳ quỹ đạo là 1660.2370911 ngày (4.55 năm).
Nó được phát hiện ngày 24 tháng 9 năm 1960.